# Oxuderces dentatus
Oxuderces dentatus es una especie de peces de la familia de los Gobiidae.

## Morfología
Los machos pueden llegar a alcanzar los 10 cm de longitud total.

## Hábitat
Es un pez de mar y de clima tropical.

## Distribución geográfica
Se encuentra en la India, Vietnam, la China (incluyendo Macao), Malasia e Indonesia.